# Гранали (Мачерата)
Гранали (итал. Granali) насеље је у Италији у округу Мачерата, региону Марке.
Према процени из 2011. у насељу је живело 30 становника. Насеље се налази на надморској висини од 236 м.